# Hans-Ulrich Jost
Pour les articles homonymes, voir Jost.
Hans-Ulrich Jost, né le 29 juillet 1940 à Bienne, est un historien suisse, professeur honoraire de l'Université de Lausanne.

## Famille
Hans-Ulrich Jost est le fils de Johann Jost, instituteur et de Adelheid Zesiger. 
Il est célibataire, sans enfant .
Il suit la Kantonale Oberrealschule de Zurich et obtient en 1959 une maturité type C avant de poursuivre ses études à l'Université de Berne en histoire et sociologie. Il obtient son doctorat en 1970.
Il est assistant, puis maître-assistant à l'Institut d'histoire de l'Université de Berne (1967-1980) ; de 1981 à 2005, il est professeur ordinaire d'histoire contemporaine et suisse à la Faculté des Lettres de l'Université de Lausanne.
Il a été pilote de chasse de l'Armée suisse. Le 27 août 1970 son avion, un Mirage, s'est écrasé ; il s'en est sorti en utilisant son siège éjectable.

## Faits marquants
Hans-Ulrich Jost est connu en Suisse pour la rédaction du chapitre « Menaces et repliement 1914-1945 » dans Nouvelle Histoire de la Suisse et des Suisses, Lausanne, Payot, 1986. Dans cet article, il faisait une histoire scientifique de la Suisse durant l'entre-deux-guerres et durant la Seconde Guerre mondiale. Sa vision contredisait alors l'histoire officielle, notamment développée par l'historien Georges-André Chevallaz, dans divers manuels d'histoire. Ce texte avait fait polémique à l'époque, sans qu'il ne soit jamais contredit scientifiquement. La critique s'est plutôt concentrée sur la personnalité et les idées d'Hans-Ulrich Jost, en le traitant de « gauchiste ». 
Par la suite, les travaux de la Commission indépendante d'experts sur la Suisse durant la Seconde Guerre mondiale (dite commission Bergier) a en grande partie confirmé les travaux d'Hans-Ulrich Jost, en allant d'ailleurs plus loin sur bien des aspects et en approfondissant plusieurs de ses hypothèses.
Hans-Ulrich Jost s'est exprimé à ce propos dans une interview de L'Hebdo du 24 mai 2012 : « Moi, un historien gauchiste ! » Hans-Ulrich Jost se redresse sur sa chaise. « Je ne crois pas, non », lance le professeur honoraire […] ; « Bien sûr, j’ai été membre du Parti socialiste. Mais je suis avant tout un chercheur critique qui a voulu questionner notamment les mythes helvétiques. Pour être franc, cela m’énerve quand on veut dénigrer mes recherches historiques en disant que je suis de gauche. Mon travail est honnête et personne n’a pu le mettre en défaut jusqu’à aujourd’hui ».
En 2020, évoquant le Sonderfall, il analyse que « La Suisse est donc financièrement une grande puissance depuis plus d'un siècle. Mais elle parvient à se cacher derrière l'image du petit État pauvre en ressources, du Sonderfall démocratique... ».

## Publications

### En français
- Hans-Ulrich Jost, À tire d'ailes : contributions de Hans-Ulrich Jost à une histoire critique de la Suisse, Lausanne, Éditions Antipodes, 2005 (ISBN 978-2-940146-65-9)
- Hans-Ulrich Jost, Le salaire des neutres : Suisse, 1938-1948, Paris, Denoël, 1999, 419 p. (ISBN 978-2-207-24844-7)
- Hans-Ulrich Jost, La politique des droits : citoyenneté et construction des genres aux 19e et 20e siècles, Paris, Éditions Kimé, 1994 (ISBN 978-2-908212-84-6)

### En allemand
- (de) Hans-Ulrich Jost, Die reaktionäre Avantgarde : die Geburt der neuen Rechten in der Schweiz um 1900, Zurich, Chronos, 1992 (ISBN 978-3-905311-09-9)
- (de) Hans-Ulrich Jost, Politik und Wirtschaft im Krieg : die Schweiz 1938-1948, Zurich, Chronos, 1998 (ISBN 978-3-905312-82-9)
- (de) Hans-Ulrich Jost, Die Altkommunisten : Linksradikalismus und Sozialismus in der Schweiz 1919 bis 1921, Frauenfeld, Huber, 1977 (ISBN 978-3-7193-0561-1)
- (de) Hans-Ulrich Jost, Europa und die Schweiz 1945-1950 : Europarat, Supranationalität und schweizerische Unabhängigkeit, co-édition Payot et Chronos, 1999 (ISBN 978-2-601-03235-2)

### Préface
- Dominique Dirlewanger (préf. Hans-Ulrich Jost), Tell me : la Suisse racontée autrement, Éditions Alphil, 2019 (1re éd. 2010) (ISBN 978-2-88950-028-4), p. 8.